# 韦尼亚诺
韦尼亚诺（義大利語：Veniano），是意大利科莫省的一个市镇。总面积3平方公里，人口2834人，人口密度944.7人/平方公里（2009年）。ISTAT代码为013238。